# تمثال فروسية

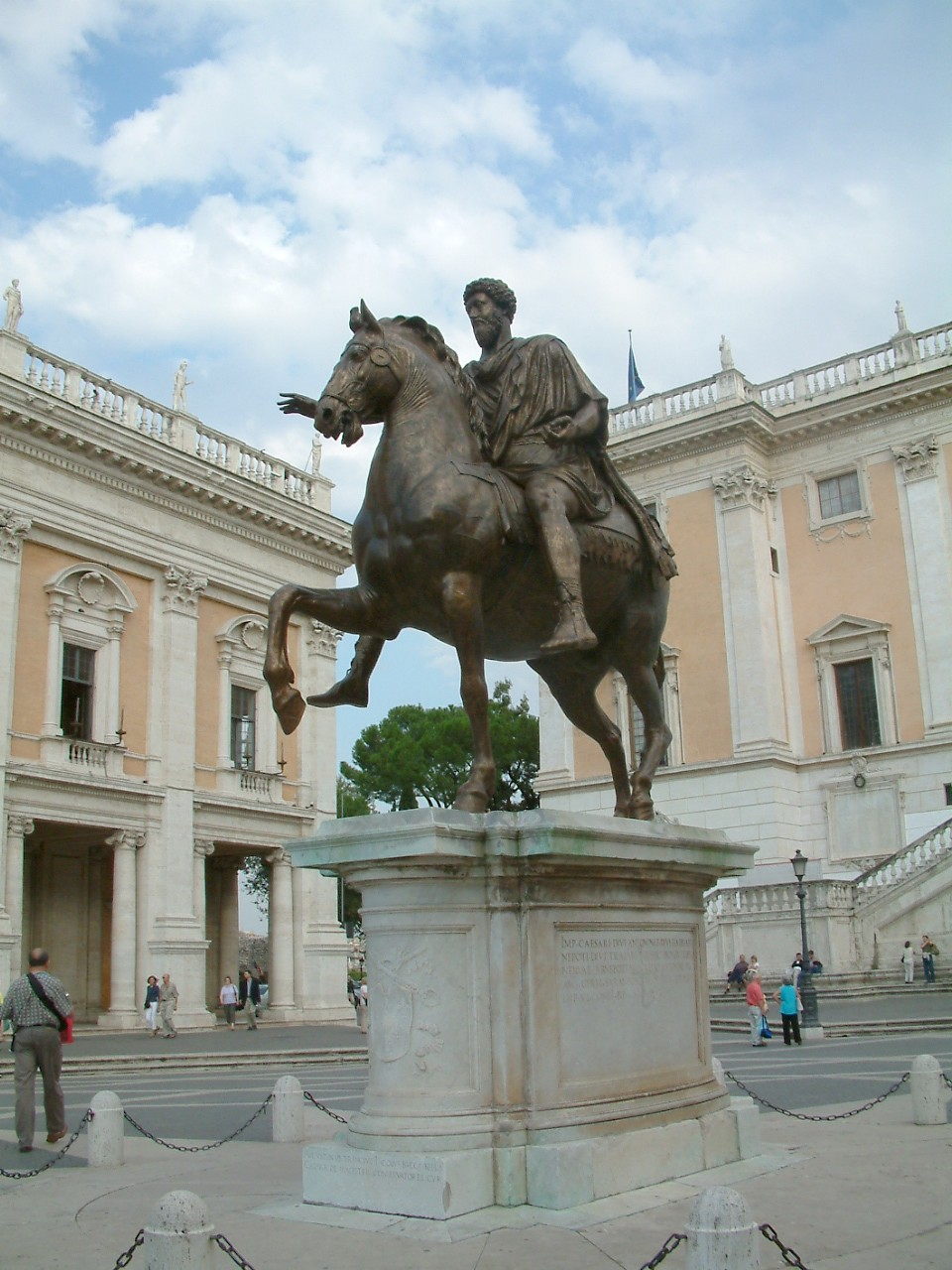
تمثال ماركوس أوريليوس في هضبة كابيتولين وهو أحد النماذج الأولى لعصر النهضة

تمثال الفارس (بالإنجليزية: Equestrian statue)‏ هو تمثال يتم فيه تصوير فارس على صهوة جواده، وفي الغالب تكون ذات تكلفة وصعوبة بالغتين في إنتاجها على أي حضارة. وفي العادة يتم تصوير الحكام والقادة العسكريين.
جرى الاعتقاد السائد أنه إن تم تصوير الفارس على حصان ذو قدمين مرفوعين يعني أن الفارس قد قتل في معركة، وإذا كانت قدم واحدة للحصان مرفوعة فإن ذلك يعني أن الفارس قد مات متأثرا بجراح معركة، أما إذا كانت جميع أرجل الحصان غير مرفوعة عن الأرض فإن ذلك يعني أن الفارس قد مات طبيعيا وليس في معركة. على الرغم من عدم وجود الدلائل التي تدعم هذا الاعتقاد.

## معرض صور

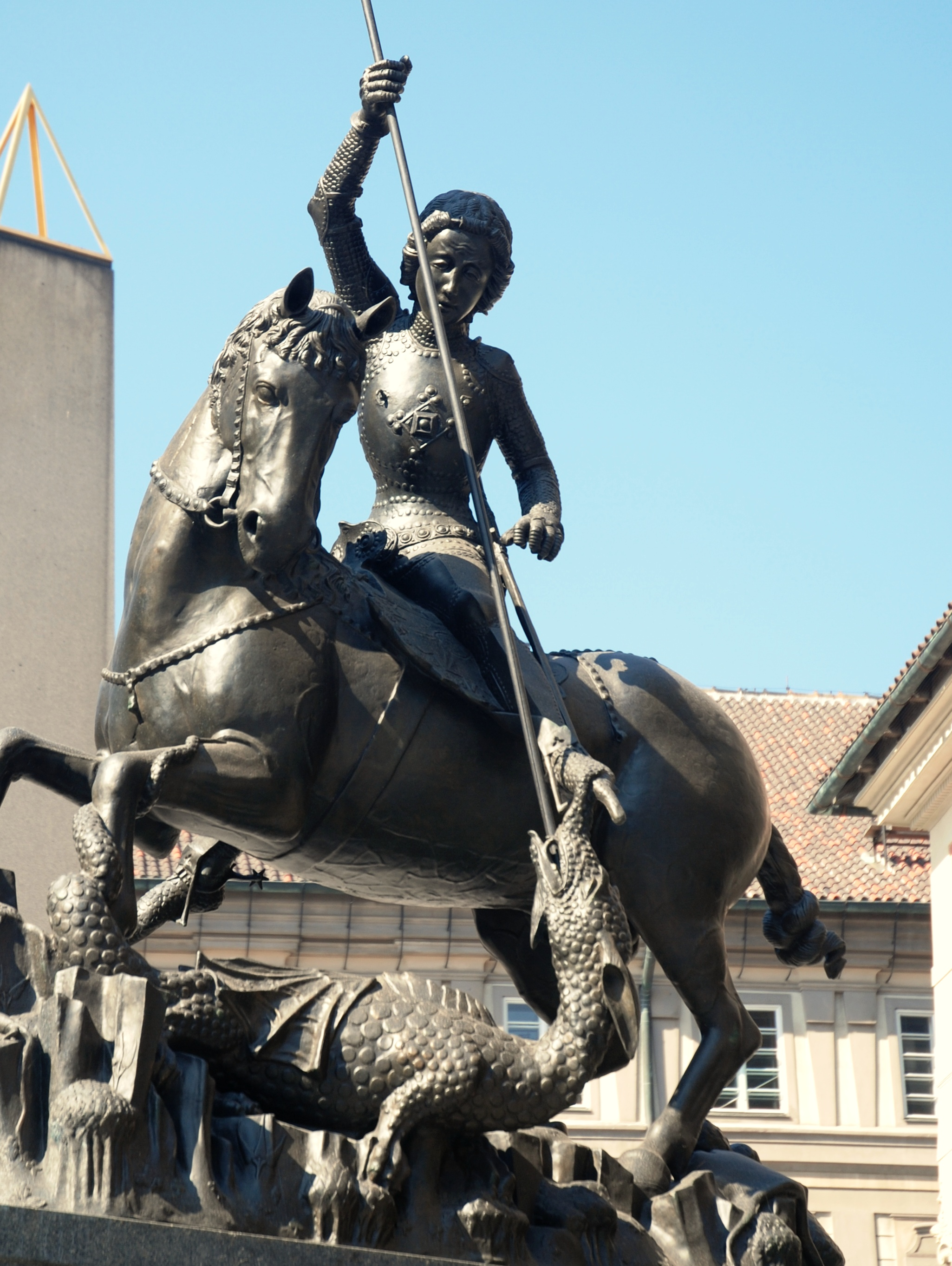
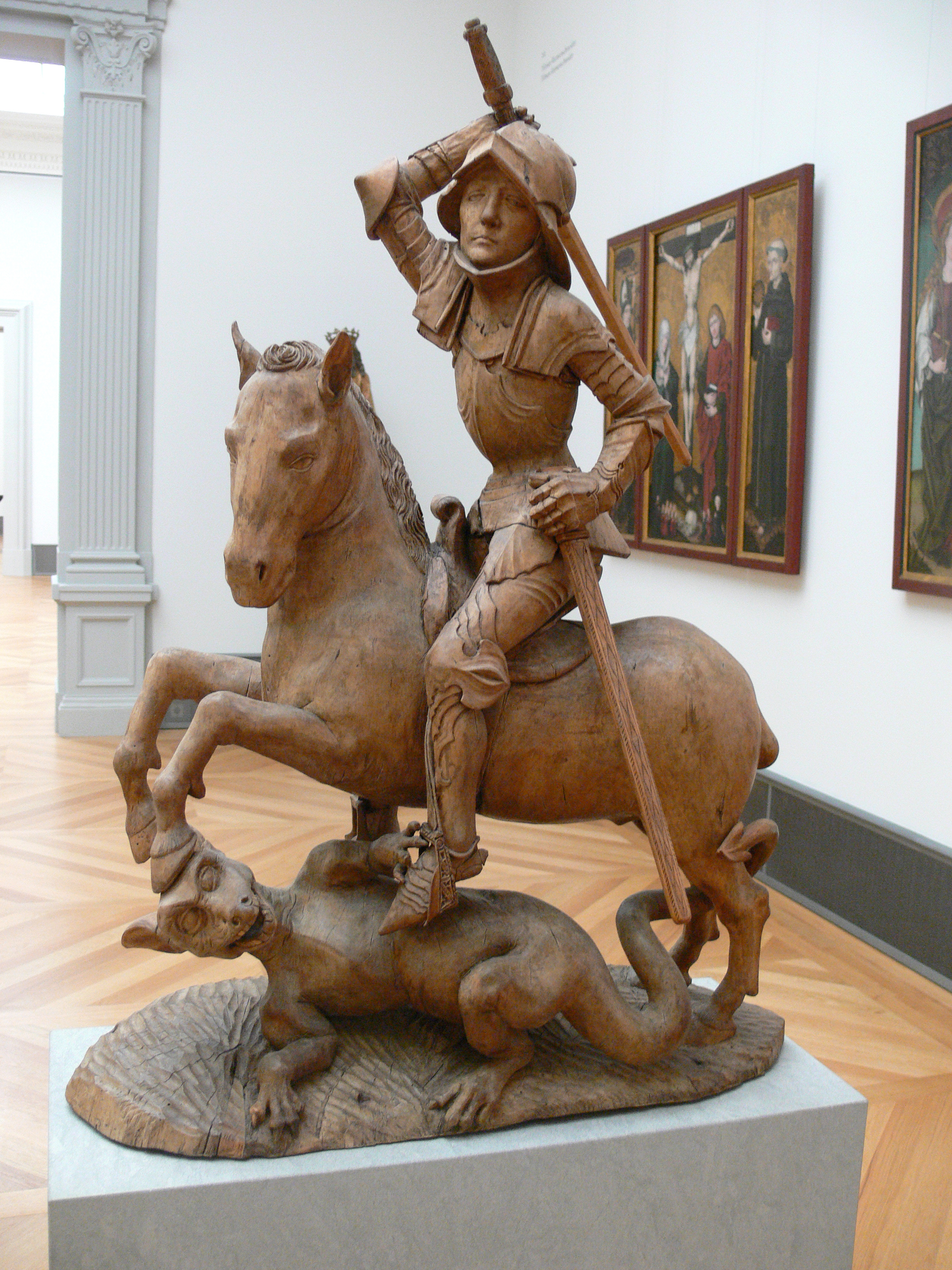
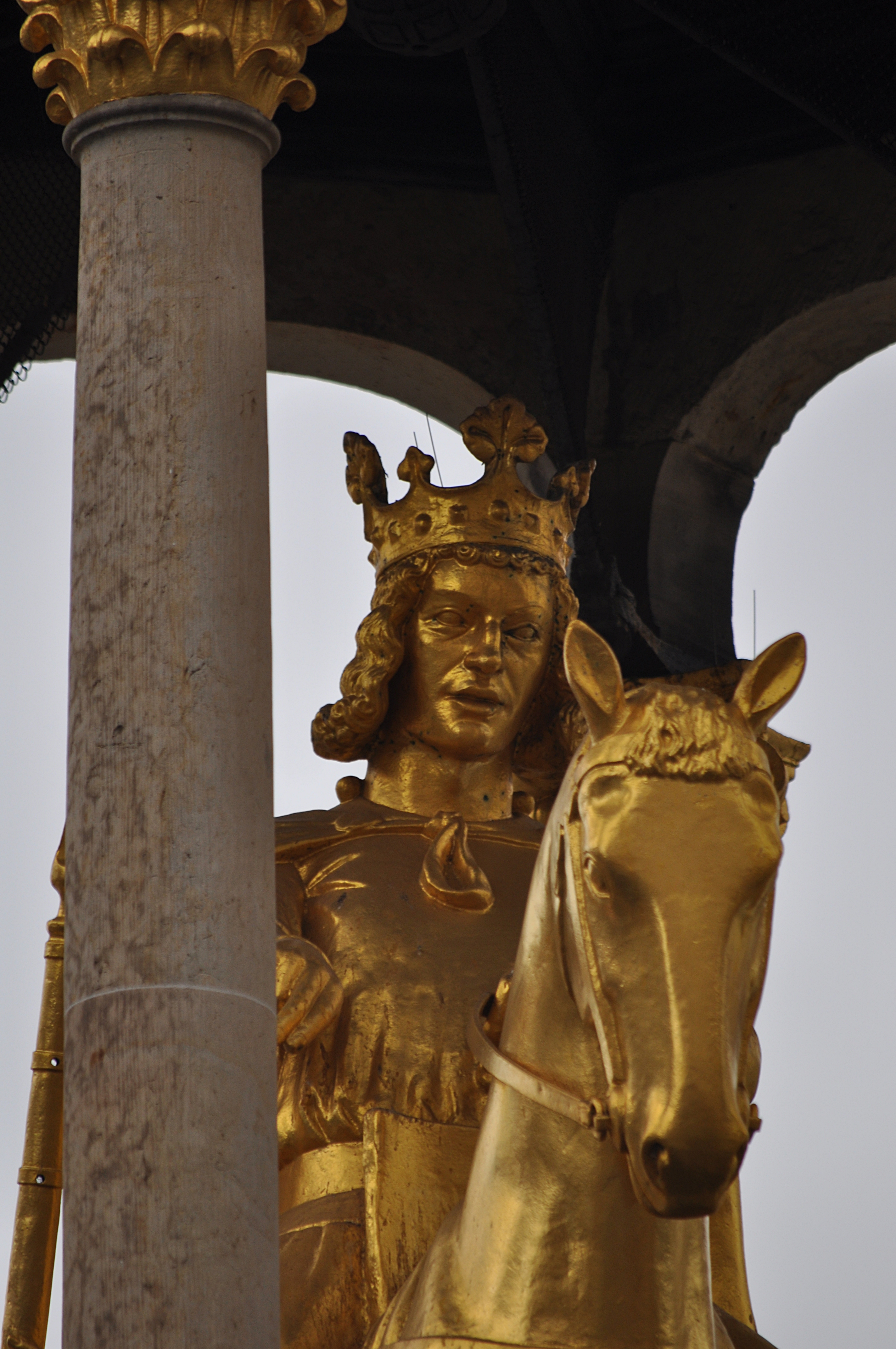
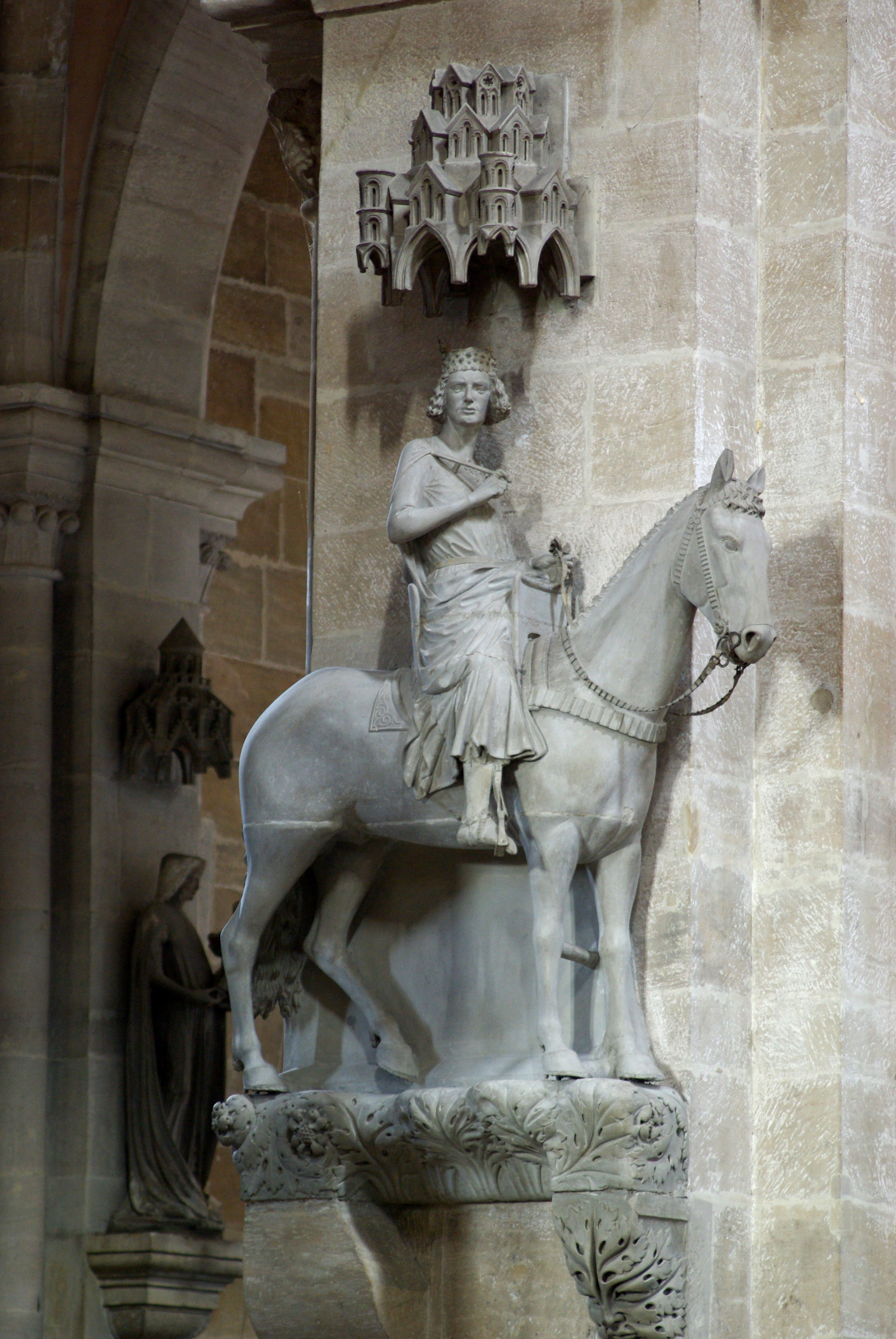
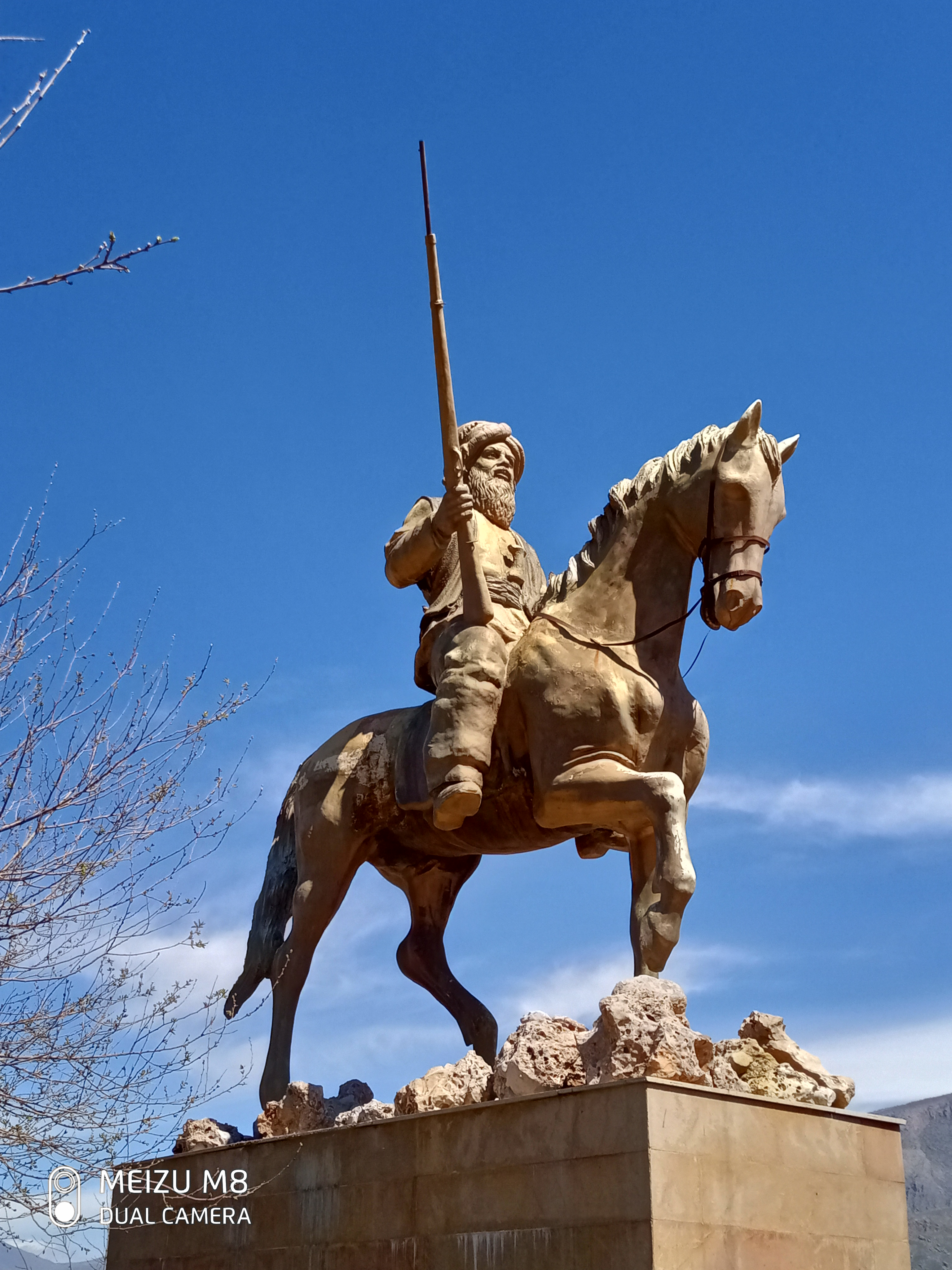